# バイカルチャー
バイカルチャーとは和製英語であり、bicultureという言葉は英語では一般に使われない。ほとんどの場合、biculturalという言葉を日本語で言いやすいように省略したものと考えられる。
複数の社会文化に適用している、という意味で使われることが多い。これは、「バイリンガル」という、複数の言語を操れる、というコンセプトと大きく違う点がある。それはバイリンガルであってもモノカルチャー（一つの社会文化にしか適応していない）である可能性がある点である。
一般に高いレベルで「バイリンガル」と考えられている人のイメージ（例えば「国際人」のイメージ）は、実は「バイリンガル、かつバイカルチャー」な人なのである。
外国語、特に英語を習うにあたって、コミュニケーションを取るには言語を扱えるようにするのみならず、社会文化的対応力も考えながら学ぶべきである、という結論になる。
インターナショナルスクール出身で日本人と米国人の両親を持つ著者、櫛田健児著の『バイカルチャーと日本人：英語力プラスαを探る』では、この様な分析がされている。